# 古河テクノマテリアル
株式会社古河テクノマテリアル（ふるかわテクノマテリアル、英文社名：Furukawa Techno Material Co., Ltd.）は、古河グループにおいて特殊金属材料と防災製品の事業を担うメーカーである。

## 主力製品・事業
- 特殊金属製品
- 防災製品

## 主要事業所
- 本社 - 神奈川県平塚市東八幡5丁目1番8号

## 沿革
- 1958年  古河特殊金属工業株式会社設立。
- 1980年  日本で初めての認定となった建築ケーブル貫通部の防火製品を発売。
- 1984年  日本電信電話公社（現NTT）のケーブル洞道で大火災、延焼防止シートが全国で採用。
- 1989年  日本で初めてのプラスチック給水湯管用防火製品、次いで空調配管用製品を発売。
- 1992年  株式会社古河テクノマテリアルに社名変更。
- 1999年  ｶﾃｰﾃﾙ用NT合金ｶﾞｲﾄﾞﾜｲﾔ「FHP-NT」、IABPｶﾃｰﾃﾙ用NT合金ﾁｭｰﾌﾞを製品化。
- 2003年 「ロクマル」神奈川工業技術開発大賞受賞。
- 2017年  海外市場向けのケーブル貫通部防火製品FIRESTOP BLOCKでUL認証を取得。
- 2019年  プロテコシートがケーブル防災分野では世界初のUL Verified Markを取得。